# Dialithis
Dialithis é um gênero de traça pertencente à família Arctiidae.